# Nelson Diebel
Nelson Diebel (Hinsdale, 9 november 1970) is een voormalig internationaal topzwemmer uit de Verenigde Staten die tweemaal olympisch kampioen werd.

## Carrière
Tijdens de Pan-Pacifische kampioenschappen zwemmen 1989 behaalde Diebel zilver op de 200 meter schoolslag. 
In 1991 behaalde Diebel de zilveren medaille in de finale van de 200 meter schoolslag op de Pan-Amerikaanse Spelen in Havana. In 1992 nam Diebel deel aan de Olympische Spelen in Barcelona. De student van de Princeton-universiteit won goud op de 100 meter schoolslag. Als lid van de Amerikaanse estafetteploeg behaalde hij samen met Jeff Rouse, Pablo Morales en Jon Olsen ook de olympische titel op de 4x100 meter wisselslag. Het Amerikaanse viertal evenaarde met een tijd van 3.36,93 bovendien het wereldrecord dat op de Olympische Zomerspelen 1988 in Seoel werd gezwommen.
Diebel is zevenvoudig kampioen van Amerika, en trad na zijn actieve carrière in dienst als zwemcoach bij onder meer de Delaware Otters (1996-2000).

## Internationale toernooien
| Jaar | Olympische Spelen                   | WK langebaan  | PanPacs         | Pan-Ams         |
| ---- | ----------------------------------- | ------------- | --------------- | --------------- |
| 1989 |                                     |               | 200m schoolslag |                 |
| 1990 |                                     |               |                 |                 |
| 1991 |                                     | geen deelname | geen deelname   | 200m schoolslag |
| 1992 | 100m schoolslag · 4x100m wisselslag |               |                 |                 |

1968: Don McKenzie ·
1972: Nobutaka Taguchi ·
1976: John Hencken ·
1980: Duncan Goodhew ·
1984: Steve Lundquist ·
1988: Adrian Moorhouse ·
1992: Nelson Diebel ·
1996: Frédérik Deburghgraeve ·
2000: Domenico Fioravanti ·
2004: Kosuke Kitajima ·
2008: Kosuke Kitajima ·
2012: Cameron van der Burgh ·
2016: Adam Peaty ·
2020: Adam Peaty ·
2024: Nicolò Martinenghi
1960: McKinney, Hait, Larson, Farrell ·
1964: Mann, Craig, Schmidt, Clark ·
1968: Hickcox, McKenzie, Russell, Walsh ·
1972: Stamm, Bruce, Spitz, Heidenreich ·
1976: Naber, Hencken, Vogel, Montgomery ·
1980: Kerry, Evans, Tonelli, Brooks ·
1984: Carey, Lundquist, Morales, Gaines ·
1988: Berkoff, Schroeder, Biondi, Jacobs ·
1992: Rouse, Diebel, Morales, Olsen ·
1996: Rouse, Linn, Henderson, Hall ·
2000: Krayzelburg, Moses, Crocker, Hall ·
2004: Peirsol, Hansen, Crocker, Lezak ·
2008: Peirsol, Hansen, Phelps, Lezak ·
2012: Grevers, Hansen, Phelps, Adrian ·
2016: Murphy, Miller, Phelps, Adrian  ·
2020: Murphy, Andrew, Dressel, Apple  ·
2024: Xu, Qin, Sun, Pan